# Max Maxudian
Max Agop Maxudian dit Max Maxudian ou Maxudian, né le 12 juin 1881 à Smyrne (Empire ottoman, aujourd'hui Izmir en Turquie) et mort le 20 juillet 1976 à Boulogne-Billancourt (Hauts-de-Seine), est un acteur de théâtre et de cinéma français d'origine arménienne.

## Biographie
Premier prix de tragédie au concours du Conservatoire de Paris en 1904, Max Maxudian a consacré l'essentiel de sa carrière au théâtre. Il n'interprétera que des seconds rôles au cinéma en apparaissant dans près de 80 films muets et parlants entre 1912 et 1949, notamment dans le rôle de Barras dans le Napoléon Bonaparte d'Abel Gance en 1927, et dans celui du comte de Morlux dans le Rocambole de Gabriel Rosca en 1932. Pour le reconnaître au détour d'une scène, une petite barbiche et de petits yeux malins.

## Théâtre
- 1905 : Les Ventres dorés d'Émile Fabre, Théâtre de l'Odéon
- 1906 : La Vierge d'Avila de Catulle Mendès, Théâtre Sarah-Bernhardt
- 1909 : La Tosca de Victorien Sardou, Théâtre Sarah-Bernhardt
- 1909 : Le Procès de Jeanne d'Arc d'Émile Moreau, Théâtre Sarah-Bernhardt
- 1910 : La Conquête d'Athènes d'Albert du Bois, Théâtre Sarah-Bernhardt
- 1911 : Lucrèce Borgia de Victor Hugo, Théâtre Sarah-Bernhardt
- 1912 : La Maison des Temperley d'Arthur Conan Doyle, Théâtre Sarah-Bernhardt
- 1913 : Jeanne Doré de Tristan Bernard, Théâtre Sarah-Bernhardt
- 1914 : Tout à coup de Paul de Cassagnac et Guy de Cassagnac, Théâtre Sarah-Bernhardt
- 1935 : L'Étrange Nuit de Rockland de Howard Irving Young, Théâtre des Deux Masques
- 1935 : L'Homme dans l'ombre de Pierre Palau et Maurice Leblanc d'après Le Chapelet rouge de Maurice Leblanc, Théâtre des Deux Masques
- 1936 : Lady Warner a disparu de Paul Chambard, Théâtre des Deux Masques
- 1938 : Plutus, l'or... d'après Aristophane, mise en scène Charles Dullin, Théâtre de l'Atelier

## Filmographie
- 1912 : Les Amours de la reine Élisabeth de Louis Mercanton et Henri Desfontaines
- 1912 : L'Homme de fer de Henry Houry
- 1912 : Cronstadt de Gaston Roudès
- 1913 : Anne de Boleyn de Louis Mercanton et Henri Desfontaines
- 1913 : Adrienne Lecouvreur de Louis Mercanton et Henri Desfontaines : Maurice de Saxe
- 1917 : Un roman d'amour et d'aventures de Louis Mercanton et René Hervil
- 1917 : Le Tablier blanc de Louis Mercanton et René Hervil
- 1918 : Bouclette de Louis Mercanton et René Hervil
- 1918 : Son aventure de René Hervil
- 1920 : L'Éternel féminin de Roger Lion
- 1921 : Phroso de Louis Mercanton
- 1921 : Le Pauvre Village de Jean Hervé
- 1921 : Le Cœur magnifique de Séverin-Mars et Jean Legrand
- 1922 : Sirène de pierre (A sereia de pedra) de Roger Lion et Virginia de Castro
- 1923 : La Roue d'Abel Gance
- 1923 : Aux jardins de Murcie de Louis Mercanton et René Hervil
- 1923 : Le Fantôme d'amour de Roger Lion
- 1923 : Les Yeux de l'âme (Os olhos da alma) de Roger Lion
- 1924 : L'Arabe (The Arab) de Rex Ingram
- 1924 : J'ai tué de Roger Lion
- 1924 : Rocambole : Les Premières Armes de Rocambole de Charles Maudru
- 1924 : La Fontaine des amours de Roger Lion
- 1925 : Le Calvaire de Dona Pia de Henry Krauss
- 1925 : La Clé de voûte de Roger Lion
- 1925 : Les Dévoyés de Henri Voirins
- 1925 : Napoléon de Abel Gance
- 1925 : Le Réveil de Jacques de Baroncelli
- 1925 : La Terre promise ou L'An prochain à Jérusalem de Henry Roussell
- 1926 : La Chèvre aux pieds d'or de Jacques Robert
- 1927 : Feu ! de Jacques de Baroncelli
- 1927 : Mon Paris de Albert Guyot
- 1928 : Le Perroquet vert de Jean Milva
- 1928 : La nuit est à nous de Roger Lion
- 1928 : Vénus de Louis Mercanton
- 1928 : L'Eau du Nil de Marcel Vandal
- 1929 : Un soir au Cocktail's Bar de Roger Lion
- 1929 : Amour de louve de Roger Lion, court métrage
- 1929 : L'Appel de la chair de Roger Lion, court métrage
- 1930 : Le Défenseur de Alexandre Ryder
- 1930 : Les Deux Mondes de Ewald André Dupont
- 1930 : L'Étrangère de Gaston Ravel
- 1930 : La Maison de la flèche de Henri Fescourt
- 1930 : Le Secret du docteur de Charles de Rochefort
- 1930 : Eau, Gaz et Amour à tous les étages de Roger Lion, court métrage
- 1931 : L'Homme qui assassina de Curtis Bernhardt et Jean Tarride
- 1931 : Nuits de Venise de Robert Wiene et Pierre Billon
- 1932 : Le Simoun de Firmin Gémier
- 1932 : Brumes de Paris de Maurice Sollin
- 1932 : Direct au cœur de Roger Lion et Arnaudy
- 1933 : Rocambole de Gabriel Rosca
- 1933 : La Voix sans visage de Leo Mittler
- 1933 : Trois Balles dans la peau de Roger Lion
- 1933 : L'Amour qu'il faut aux femmes d'Adolf Trotz
- 1933 : Le Chat et la Souris de Rozier Beaumont, court métrage
- 1934 : Le Miroir aux alouettes de Hans Steinhoff et Roger Le Bon
- 1934 : L'assassin est parmi nous de Jacques de Casembroot, court métrage
- 1934 : La Nuit imprévue de Max Maxudian et Claude Allain, court métrage
- 1934 : Golgotha de Julien Duvivier
- 1934 : Guillaume Tell de Heinz Paul - Uniquement adaptateur de la version française -
- 1935 : Les Yeux noirs de Victor Tourjanski
- 1935 : Bourrasque de Pierre Billon
- 1935 : Le Clown Bux de Jacques Natanson
- 1936 : Puits en flammes de Victor Tourjanski
- 1936 : Stadt Anatol de Victor Tourjanski - Version allemande du film précédent -
- 1936 : Les Deux Gamines de René Hervil et Maurice Champreux
- 1936 : Passé à vendre de René Pujol
- 1937 : L'Escadrille de la chance de Max de Vaucorbeil
- 1937 : Le Chemin de Rio de Robert Siodmak
- 1937 : Un soir à Marseille de Maurice de Canonge
- 1937 : Le Doigt du destin de Christian Herman, court métrage
- 1938 : L'Avion de minuit de Dimitri Kirsanoff
- 1938 : La Rue sans joie d'André Hugon
- 1938 : Trois Valses de Ludwig Berger
- 1948 : Les souvenirs ne sont pas à vendre de Robert Hennion
- 1949 : Menace de mort de Raymond Leboursier
- 1949 : Ronde de nuit de François Campaux
- 1950 : Le Furet de Raymond Leboursier